# Махмуд I
Махмуд I (Магмуд I; нар. 2 серпня 1696, Едірне — пом. 13 грудня 1754, Стамбул) — двадцять четвертий турецький султан (з 1730 року).

## Життєпис
Син султана Мустафи II і Саліхи Султан. Прийшов до влади 30 вересня 1730 року в результаті повстання Патрона Халіла. На початку його правління фактична влада в Константинополі (Стамбулі) належала лідерам повстанців. Справжнє правління Махмуда розпочалося 25 листопада 1730 року. Перш за все, Стамбул був узятий під суворий контроль. Було схоплено близько двох тисяч підозрілих людей, когось стратили, когось заслали . 15 листопада 1731 року Патрон Халіл був убитий за наказом Махмуда I. Згодом повстання його прихильників було жорстоко придушене.
Під час правління Махмуда I робилися спроби модернізувати османську армію за європейськими зразками під керівництвом графа де Бонневаль, француза, який прийняв іслам. Через опір яничар ці спроби завершилися невдачею.
У 1731—1735 і 1741—1746 роках тривали війни з Іраном, в цілому невдалі для османів, які втратили території, завойовані в 1720-х. Підписаний у 1746 році мирний договір закріпив кордони, встановлені ще за Каср-і-Ширинським договором 1639 року.
У 1736—1739 роках Османська імперія вела війну з Росією і Австрією. Австрійські війська зазнали ряд поразок, в результаті османи повернули собі Північну Сербію з Белградом і Малу Валахію, втрачені в 1718 році. За Белградським договором 1739 року Османська імперія повернула Росії Азов.
Помер султан Махмуд І 2 жовтня 1754 року. Його наступником став його брат Осман III.